# Religión en Japón

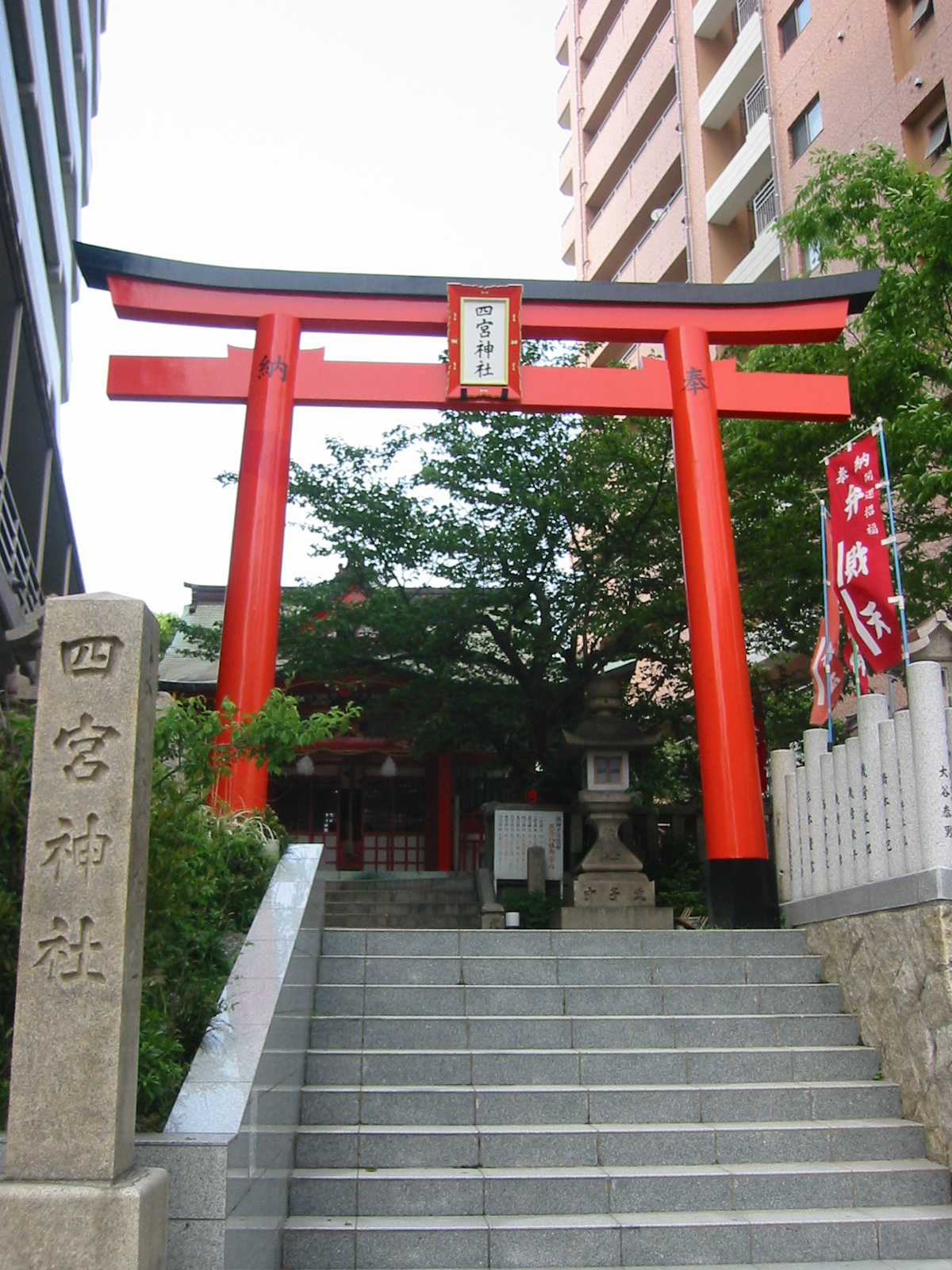
Arco torii a la entrada de un santuario.

La religión en Japón no es un concepto definido, pues los japoneses no creen en una religión en particular. En cambio, incorporan los rasgos de muchas religiones en sus vidas diarias en un proceso conocido como sincretismo. Las calles japonesas se decoran en Tanabata, Obon, Halloween y Navidad. Una oración reconocida cuando se tienen problemas es "Kami-sama dōka otasuke kudasai." ('Dios, ayudadme de alguna forma, por favor'), que parece implicar una creencia sincretista.[cita requerida]
Muchas personas, sobre todo aquellas pertenecientes a generaciones jóvenes, sienten que las religiones en Japón son la parte de la cultura tradicional.[cita requerida]
Según datos oficiales de 2017, la religión con mayor número de adeptos es el sintoísmo, con alrededor de 86 166 133 personas. En segundo lugar se encuentra el budismo, con alrededor de 85 333 050 seguidores, y en tercer lugar, muy lejos de las dos anteriores, se encuentra el cristianismo, con 1 921 834. Sin embargo, el sintoísmo y el budismo no son mutuamente excluyentes: muchas personas se declaran al mismo tiempo budistas y sintoístas, por lo que los números son difíciles de separar entre estas dos religiones.

## Definición
El tópico de la religión en Japón y la identificación religiosa es complejo y ha sido ampliamente discutido y analizado sin lograrse consensos definitorios. Las estadísticas muestran que la mayoría de los japoneses se declaran como “no religiosos” y claman no pertenecer a ninguna religión. Sin embargo, algunos estudios muestran que cerca del 80% de la población participa en algunos momentos de sus vidas de actividades religiosas o espirituales de tipo sintoísta y budista, a menudo conjuntamente. Una frase común en Japón es que los japoneses "nacen sintoístas y mueren budistas" porque es común que los niños pequeños sean presentados en santuarios sintoístas (por tradición a los trece días de nacidos) pero casi todos los funerales se realizan en templos budistas, esto por características propias de cada religión y sus énfasis (el sintoísmo, por ejemplo, prácticamente no refiere nada sobre la vida tras la muerte y se concentra en la vida, además los muertos son tabú pues "ensucian" un lugar, mientras el budismo presta gran importancia en tener un buen o auspicioso renacimiento en las vidas futuras).
Para la cultura japonesa, muchas de las definiciones occidentales de adherencia a una religión son incomprensibles. Por ejemplo, en muchas estadísticas solo el 3% de los japoneses reportan ser sintoístas, esto es porque en Japón se entiende esto como participar activamente en alguna de las múltiples sectas sintoístas. Sin embargo muchos japoneses tienen creencias sintoístas o incluso tienen altares sintoístas en sus casas.
Similarmente aunque el budismo reporta solo el 30%, cerca de un 80% también reporta prácticas budistas a lo largo de su vida siendo ese porcentaje solo el de los que son relativamente "observantes". Algunos académicos también han propuesto que mientras el budismo y el sintoísmo se practican conjuntamente, la mayoría de japoneses que reportan alguna religión reportan el budismo porque ésta es vista como una religión establecida en Occidente con un estatus similar al cristianismo o el islam, mientras el sintoísmo puede ser más incomprendido como algo "pagano" o supersticioso.
La palabra japonesa para religión es shūkyō que viene de shū "secta" y kyō "doctrina", es decir, doctrina sectaria, por lo que puede tener una connotación peyorativa.

## Sintoísmo
El sintoísmo proviene de tiempos prehistóricos, como una religión con respeto a la naturaleza y en particular a ciertos lugares sagrados.
La adoración del Shinto se realiza en lugares considerados santos. Sobre todo es importante el acto de purificación antes de la visita a estos lugares sagrados. Estos sitios al principio pueden haber sido usados para adorar al sol, formaciones de roca, árboles, e incluso a sonidos. Ya que cada una de estas cosas fue asociada con una deidad esto causó un complejo politeísmo religioso. En el sintoísmo, estas deidades son conocidas kami, y Shinto.
El sintoísmo no tiene ningún libro santo, ningún fundador ni canon alguno. Sin embargo, el Kojiki y el Nihonshoki (los libros más antiguos conservados sobre la historia de Japón) contienen un registro de mitología japonesa. Es una de las religiones más grandes de Japón siendo a su vez la religión natal. Esta se originó en Japón y es casi exclusiva de allí.

## Budismo

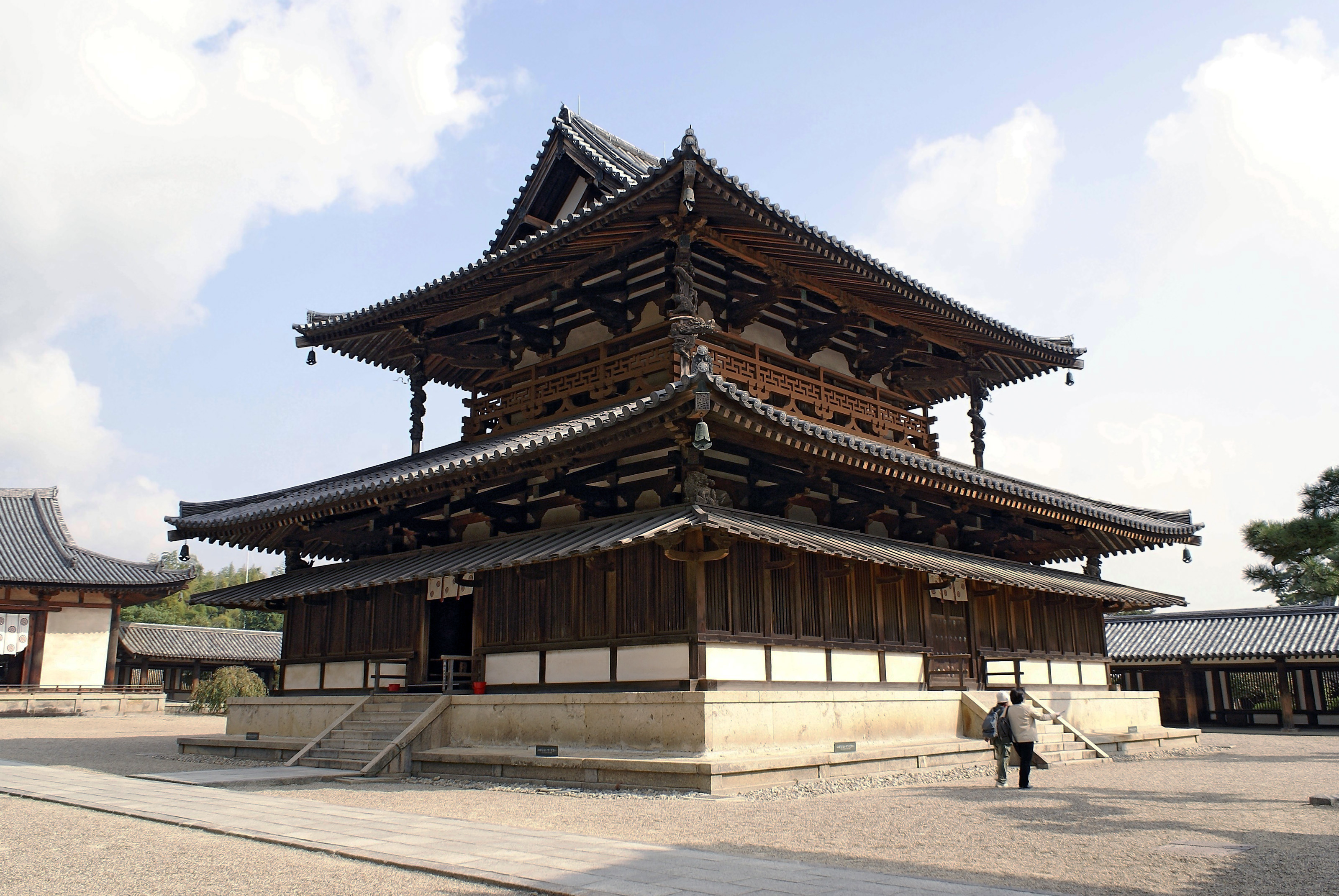
Templo budista

El budismo llegó a Japón en el siglo VI, de la parte meridional del reino coreano de la península de Baekje, donde el rey Baekje envió al emperador japonés una pintura de Buda y algunos sutras. Los aristócratas japoneses construyeron muchas estatuas y templos budistas en la capital en Nara, y posteriormente en la capital de Heian (ahora Kioto).
El budismo está dividido en tres formas:
- El budismo más ortodoxo e impersonal Budismo Theravāda, que es frecuente en la India y Asia Sur-oriental.
- El budismo más personal, Budismo Mahāyāna que extiende a India del Norte, China, el Tíbet, y desde allí se dirigió a Corea.
- El budismo esotérico o también conocido como tántrico, el Budismo Vajrayāna.

## Otras religiones

### Cristianismo
El cristianismo también está muy presente en la cultura japonesa. Este llegó en 1549 de parte del misionero español Francisco Javier, y fue difundido por misioneros europeos, sobre todo por jesuitas; estos fueron conocidos en Japón como Kirishitan (切支丹?). Al principio, las autoridades japonesas apoyaban la presencia de la religión como una forma de contrarrestar el budismo; sin embargo, poco después vieron que los europeos estaban conquistando territorios en Asia a base de la conversión religiosa y los veían como una amenaza. Por ende, a comienzos de la era Tokugawa (1603-1868) se prohibió el cristianismo durante dos siglos hasta la Restauración Meiji (1868-1912), cuando se permitió la llegada de misioneros cristianos.
De 1900 a 1930 se produjeron algunos movimientos cristianos sincretistas, como el Movimiento de la No-Iglesia o Mukyokai, una fusión entre la sensibilidad cultural japonesa con una visión protestante cristiana, basada en el estudio directo de la Biblia. El Mukyokai es un movimiento cristiano sin organización aparente propia. No tienen templos, sacerdotes o cualquier tipo de organización.
Sin embargo, durante la Segunda Guerra Mundial (1939-1945) se proscribió el cristianismo en todas sus formas. Desde 1947 se considera una religión libre de practicar, y actualmente consiste en el 1% de la población japonesa, a pesar de que la mayoría celebra fiestas de origen cristiano como la Navidad o el día de San Valentín.

### Judaísmo
El judaísmo, mientras tanto, es practicado por una pequeña comunidad de japoneses.
Hay también estadounidenses y europeos en dos sinagogas y varias bases militares estadounidenses en Japón. Las sinagogas están en Tokio y Kōbe, y hay aproximadamente 600 judíos extranjeros no militares que residen en todo el Japón  Archivado el 8 de noviembre de 2010 en Wayback Machine..

### Shinshūkyō
También en Japón ha surgido otras religiones como las "Nuevas Religiones Japonesas" o Shinshūkyō (新宗教?), y que tienen origen en el sintoísmo, el budismo, tradiciones folclóricas y algunos elementos sociales. Surgieron a partir de la Era Meiji, y existen centenares de sectas, muchas de estas con mucho arraigo con el shinto, consideradas a veces como "sectas shinto", y no tienen una gran membresía. La más notable es la Soka Gakkai, y que tiene una pequeña presencia política en Japón; otras religiones son la Seicho-No-Ie (生長の家?), la Shinreikyo (神霊教 Shinreikyō?), la Kōfuku-no-Kagaku (幸福の科学?), Mahikari, Oomoto (大本?), Konkokyo (金光教?), Tenrikyo (天理教?), y el famoso Aum Shinrikyo, que realizó un atentado terrorista en 1995 en Tokio.

### Fe Bahá'í
La Fe Bahá'í en Japón comienza después de un par de menciones del país por Abdu'l Bahá por primera vez en 1875. Japón contactó con la religión que viene del oeste cuando Kanichi Yamamoto (山 本 寛 一), que vivía en Honolulu, Hawái, se convirtió en 1902, y el segundo fue Saichiro Fujita (藤田 左 弌 郎?). El primer converso bahá'í en suelo japonés era Kikutaro Fukuta (福田 菊 太郎), en 1915. Casi un siglo después, la Asociación de Religión Archivos de Datos (basándose en la Enciclopedia Mundial Cristiana) estima unos 15.700 bahá'ís en 2005, mientras que el CIA World Factbook estima cerca de 12 000 bahá'ís japoneses en 2006.

### Islam
Las estimaciones de la población musulmana se han colocado alrededor de 115 000 a 125 000, de los cuales aproximadamente el 90% son residentes extranjeros, y el resto son japoneses étnicos. Indonesios, bengalíes, pakistaníes e iraníes, constituyen las mayores comunidades de musulmanes extranjeros en Japón.

### Hinduismo
El hinduismo es una minoría en Japón. Sin embargo, ha desempeñado un papel algo significativo en la cultura japonesa.